# Escuela Politécnica Superior (Universidad de Alicante)
La Escuela Politécnica Superior (EPS) es un centro docente de la Universidad de Alicante acreditado institucionalmente por la Agencia Nacional de Evaluación de la Calidad y Acreditación.  

## Titulaciones
Titulaciones de Grado y Doble Grado adaptadas al Espacio Europeo de Educación Superior que se imparten en la Escuela, ordenadas por su antigüedad, son las siguientes:
- Grado en Fundamentos de la Arquitectura
- Grado en Arquitectura Técnica
- Grado en Ingeniería Civil
- Grado en Ingeniería Informática
- Grado en Ingeniería en Inteligencia Artificial
- Grado en Ingeniería Multimedia
- Grado en Ingeniería Química
- Grado en Ingeniería en Sonido e Imagen en Telecomunicación
- Grado en Ingeniería Robótica
- Grado en Ingeniería Biomédica
- Grado en Ingeniería Aeroespacial
- Doble Grado en Ingeniería Informática + ADE (I2ADE)

Además, se imparten los siguientes Másteres universitarios:
- Máster universitario en Arquitectura
- Máster universitario en Inteligencia Artificial
- Máster universitario en Ingeniería Biomédica
- Máster universitario en Ingeniería de Caminos, Canales y Puertos
- Máster universitario en Ingeniería Geológica
- Máster universitario en Ingeniería Informática
- Máster universitario en Desarrollo de Aplicaciones y Servicios Web
- Máster universitario en Desarrollo de Software para Dispositivos Móviles
- Máster universitario en Ciberseguridad
- Máster universitario en Ingeniería de Telecomunicación
- Máster universitario en Ingeniería Química
- Máster universitario en Automática y Robótica
- Máster universitario en Gestión Sostenible y Tecnologías del Agua
- Máster universitario en Prevención de Riesgos Laborables
- Máster universitario en Ciencia de Datos
- Máster universitario en Nuevas Tecnologías y Eficiencia Energética en Edificación

## Titulaciones pre-bolonia en extinción
- Ingeniería Técnica de Obras Públicas en las especialidades de:
  - Construcciones Civiles
  - Hidrología
  - Transportes y Servicios Urbanos
- Ingeniería Técnica en Informática de Sistemas
- Ingeniería Técnica en Informática de Gestión
- Ingeniería en Informática
- Ingeniería Técnica de Telecomunicación, especialidad Sonido e Imagen
- Arquitectura técnica
- Arquitectura
- Ingeniería de Caminos, Canales y Puertos
- Ingeniería Geológica[1]
- Ingeniería Química[1]

## Campus
La Escuela Politécnica Superior está situada en el campus de San Vicente del Raspeig, localidad próxima a Alicante. 

## Departamentos
Los departamentos adscritos al Centro son:
- Ciencia de la Computación e Inteligencia Artificial (DCCIA)
- Construcciones Arquitectónicas (DCA)]
- Expresión Gráfica y Cartografía (DEGC)
- Física, Ingeniería de Sistemas y Teoría de la Señal (DFESTS)
- Edificación y Urbanismo (DEU)
- Ingeniería Civil (DIC)
- Ingeniería Química (DIQ)
- Lenguajes y Sistemas Informáticos (DLSI)
- Matemática Aplicada e Ingeniería Aeroespacial (DMAIA)
- Tecnología Informática y Computación (DTIC)

Además, hay dos secciones departamentales de los departamentos de:
- Economía Financiera, Contabilidad y Márketing (DEFCM)
- Filología Inglesa (DFI)

## Directores de la EPS
| Nombre                         | Año inicio | Año fin    | Observaciones |  |
| ------------------------------ | ---------- | ---------- | --- |  |
| Sergio Campos Ferrera          | 1971       | 1980       | Nombrado Director Comisario de la Escuela de Ingeniería Técnica de Obras Públicas de Alicante y Presidente de la Comisión Gestora de Integración. Nombramiento formal del cargo de Director de 3 de noviembre de 1971. |  |
| Luis Martínez Pérez            | 1980       | 1983       | Director de la Escuela Universitaria de Ingeniería Técnica de Obras Públicas de Alicante. |  |
| Eloy Sentana Cremades          | 1983       | 1985       | Director de la Escuela Universitaria de Ingeniería Técnica de Obras Públicas de Alicante. |  |
| Luis Martínez Pérez            | 1985       | 1988       | Director de la Escuela Universitaria Politécnica de Alicante. |  |
| Miguel Louis Cereceda          | 1988       | 1996       | Director de la Escuela Universitaria Politécnica de Alicante y de la Escuela Politécnica Superior. |  |
| Fernando Varela Botella        | 1996       | 2000       | Director de la Escuela Politécnica Superior. |  |
| Faraón Llorens Largo           | 2000       | 2005       | Director de la Escuela Politécnica Superior. |  |
| Fernando Llopis Pascual        | 2005       | 2013       | Director de la Escuela Politécnica Superior. |  |
| Juan Andrés Montoyo Guijarro   | 2013       | 2021       | Director de la Escuela Politécnica Superior. |  |
| Virgilio Gilart Iglesias       | 2021       | 2025       | Director de la Escuela Politécnica Superior. |  |
| Josué Antonio Nescolarde Selva | 2025       | Actualidad | Director de la Escuela Politécnica Superior. |  |

## Áreas de conocimiento
En el seno de la EPS se desarrolla una importante labor de investigación científica y técnica en las áreas de conocimiento que integran sus distintos departamentos, con múltiples y variadas líneas de investigación.
| Área de Conocimiento                                 | Departamento |
| ---------------------------------------------------- | ------------ |
| Arquitectura y Tecnología de los Computadores        | DTIC         |
| Astronomía y Astrofísica                             | DFESTS       |
| Ciencia de la Computación e Inteligencia Artificial  | DCCIA        |
| Composición Arquitectónica                           | DEGC         |
| Construcciones Arquitectónicas                       | DCA, DEU     |
| Economía Financiera y Contabilidad                   | DEFCM        |
| Expresión Gráfica Arquitectónica                     | DEGC         |
| Expresión Gráfica en la Ingeniería                   | DEGC         |
| Filología Inglesa                                    | DFI          |
| Física Aplicada                                      | DFESTS       |
| Ingeniería Aeroespacial                              | DMAIA        |
| Ingeniería Cartográfica, Geodésica y Fotogrametría   | DEGC         |
| Ingeniería de la Construcción                        | DIC          |
| Ingeniería Química                                   | DIQ          |
| Ingeniería de Sistemas y Automática                  | DFESTS       |
| Ingeniería del Terreno                               | DIC          |
| Ingeniería e Infraestructura de los Transportes      | DIC          |
| Ingeniería Eléctrica                                 | DIC          |
| Ingeniería Hidráulica                                | DIC          |
| Lenguajes y Sistemas Informáticos                    | DLSI         |
| Matemática Aplicada                                  | DMAIA        |
| Mecánica de Medios Continuos y Teoría de Estructuras | DIC          |
| Proyectos Arquitectónicos                            | DEGC         |
| Radiología y Medicina Física                         | DFESTS       |
| Teoría de la Señal y Comunicaciones                  | DFESTS       |
| Urbanística y Ordenación del Territorio              | DEU          |